# عام‌الحزن
عام‌الحزن یا سال غم، به سالی گفته می‌شود که در آن ابوطالب -عموی محمد- و خدیجه بنت خویلد -همسر محمد- وفات کردند. این سال مصادف است با سال ۶۱۹ میلادی که دهمین سال پس از بعثت (سه سال قبل از هجرت) است. این دو برای محمد، اهمیت بسیار داشتند، خدیجه که همواره حامی مالی و پشتوانه عاطفی و اولین زن مومن به محمد بود و ابوطالب که حامی سیاسی و پشتوانه همه‌جانبه‌ای برای محمد بود.

## وفات خدیجه
خَدیجه دختر خویلد (۳ه‍. ق-۶۸ه‍.ق) نخستین همسر محمد، مادر فاطمه و اولین زن ایمان آورنده به اسلام است. فاطمه زهرا فرزند محمد و خدیجه بود که تنها فرزند محمد بود که پس از وفات وی باقی ماند. خدیجه در سال ۶۱۹ میلادی و در سن ۶۵ سالگی از دنیا رفت. محمد در این دوران ۵۰ ساله بود و مرگ خدیجه کمی بعد از پایان شعب ابی‌طالب رخ داده‌است. برخی منابع ضعف ناشی از کمبود مواد غذایی در ماجرای شعب ابی‌طالب را سبب مرگ خدیجه دانسته‌اند. شایان ذکر است که واقعه شعب ابی طالب، مدت سه سال به طول انجامید و در این مدت هرگونه معامله و کمک با مسلمانان ممنوع اعلام شده بود.

## وفات ابوطالب
ابوطالب عموی محمد و رئیس قبیله بنی هاشم بود که محمد پس از مرگ پدربزرگش عبدالمطلب، در خانه او بزرگ شد. ابوطالب از محمد به عنوان عضوی از قبیله بنی هاشم دفاع و محافظت می‌نمود و همین محافظت و اعلام حمایت ابوطالب سبب شد تا وی با وجود دشمنان بزرگی چون قبیله‌های بزرگ قریش، از خطرات مصون باشد.
اندکی پس از مرگ خدیجه، ابوطالب نیز بیمار شد و به عنوان یک مسلمان از دنیا رفت. به اعتقاد اهل سنت وی کافر از دنیا رفته است اما شیعیان وی را سومین مسلمان پس از خدیجه و علی می‌دانند.

## پیامدها
پس از مرگ ابوطالب به عنوان حامی محمد در مقابله با سایر قبایل، ابولهب -برادر ابوطالب- به رهبری قبیله بنی هاشم منتصب شد و از آنجا که وی با محمد رابطه خوبی نداشت، دشمنی‌ها نسبت به محمد بالا گرفت. با بالاگرفتن بی احترامی‌ها و به خطر افتادن جان محمد، وی قصد طائف کرد و به آنجا برای تبلیغ اسلام عزیمت کرد.